# Budynek przy Rynku Staromiejskim 29 w Toruniu
Budynek przy Rynku Staromiejskim 29 w Toruniu – zabytkowa kamienica w Toruniu, niegdyś zwana „Pod Aniołem”. Znajduje się ona we wschodniej pierzei Rynku Staromiejskiego. Na budynku zachował się barokowy portal z piaskowca, pochodzący z 1699 roku. Nad archiwoltą portalu umieszczono kartusz herbowy Jana Zimmermanna, burmistrza Torunia i jednego z właścicieli kamienicy. Z końca XVII wieku pochodzą również drewniane drzwi. W wyniku zniszczenia Ratusza w 1717 roku w kamienicy odbywały się posiedzenia Rady miejskiej.